# Patek (släkt)
Patek är en polsk adelsätt av stamvapnet Prawdzic, känd sedan 1589.
Józef Patek, son till starosten Karol, 1761, hade bland annat sonen Wincenty, vars son Aleksander bevisade sitt adelskap i konungariket Polen 1860. Dennes son Tadeusz blev fader till Jerzy (född 1901), major i polska flygvapnet och fader till nedanstående Jeremiasz Maria, som inflyttade till Sverige 1949 (första grenen).
En yngre broder till ovannämnde Wincenty var Tomasz, som erhöll adelsbevis i Polen 1854 och vars sonson Eugeniusz genom den ryska regerande senatens dekret 1900 bekräftades tillhöra den ärftliga delen med rätt att inskrivas i adelsmatrikeln för guvernementet Warszawa. Dennes ende son, Wieslaw Ksawery, inflyttade till Sverige 1939, hans dotter, Maryjka, och änka, Irena, 1941 respektive 1949 (andra grenen).
I maj 2016 uppgavs att 16 personer med efternamnet Patek var bosatta i Sverige.